# All Ages
All Ages är punkbandet Bad Religions andra samlingsalbum, utgivet 7 november 1995.
Det innehåller musik från Bad Religions första period på skivbolaget Epitaph (1981-1992), dock utan låtar från albumet Into the Unknown och EP-skivorna Bad Religion och Back to the Known, samt två låtar inspelade live 8 oktober 1994 i Göteborg.

## Låtlista
1. "I Want to Conquer the World" (Brett Gurewitz) - 2:19
2. "Do What You Want" (Brett Gurewitz) - 1:02 (live)
3. "You Are (The Government)" (Greg Graffin) - 1:23
4. "Modern Man" (Greg Graffin) - 1:55
5. "We're Only Gonna Die" (Greg Graffin) - 2:14
6. "The Answer" (Greg Graffin) - 3:23
7. "Flat Earth Society" (Brett Gurewitz) - 2:23
8. "Against the Grain" (Greg Graffin) - 2:09
9. "Generator" (Brett Gurewitz) - 3:20
10. "Anesthesia" (Brett Gurewitz) - 3:02
11. "Suffer" (Greg Graffin/Brett Gurewitz) - 1:49
12. "Faith Alone" (Greg Graffin) - 3:34
13. "No Control" (Greg Graffin) - 1:47
14. "21st Century (Digital Boy)" (Brett Gurewitz) - 2:50
15. "Atomic Garden" (Brett Gurewitz) - 3:13
16. "No Direction" (Greg Graffin) - 3:16
17. "Automatic Man" (Brett Gurewitz) - 1:41
18. "Change of Ideas" (Greg Graffin) - 0:56
19. "Sanity" (Brett Gurewitz) - 2:46
20. "Walk Away" (Brett Gurewitz) - 1:50
21. "Best for You" (Greg Graffin) - 1:56
22. "Fuck Armageddon... This is Hell" (Greg Graffin) - 2:12 (live)